# 둥구 (홍콩)

둥 구의 위치

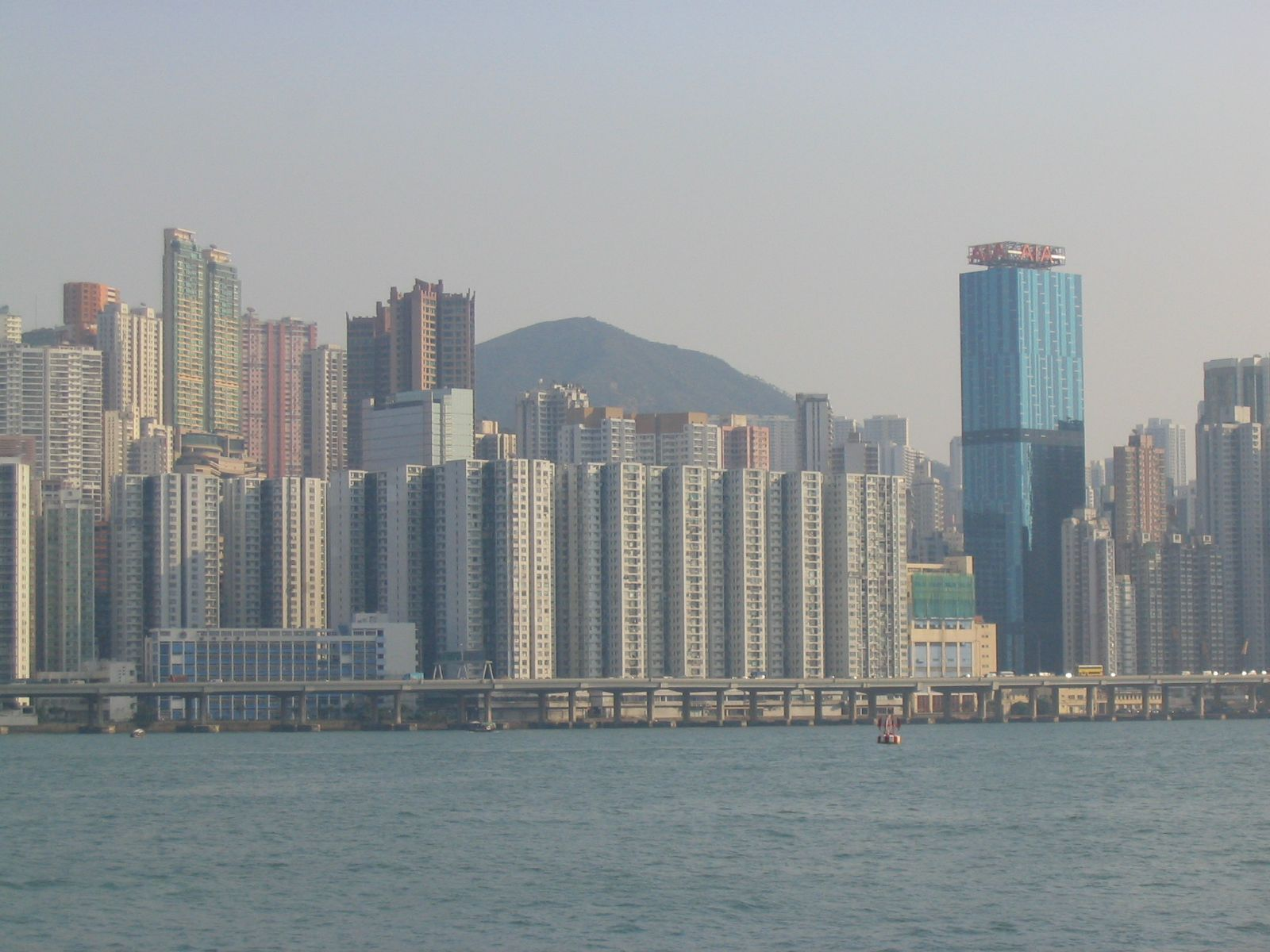
포트리스힐

둥구(중국어: 東區, 병음: Dōng Qū, Eastern District)는 홍콩의 18개 구의 하나이다. 면적은 18.9km2이고 인구는 2006년 기준으로 587,960명이다. 18개 구 중에서 2번째로 인구가 많은 구이자, 3번째로 주민 수입이 많은 구이다.
홍콩섬의 북동부에 위치하고 코즈웨이 베이(銅鑼灣, Causeway bay), 톈하오(天后, Tin Hau), 포트리스힐(Fortress Hill), 베이자오(北角, North Point), 쿼리베이(鰂魚涌, Quarry bay), 샤우케이완(筲箕灣, Shau Kei Wan), 츠완(柴灣, Chai Wan)과 같은 동부 지역을 포함한다.
원래는 어촌의 후미, 채석장, 조선소였던 둥 구는 현재 대부분이 주택지이고 약간의 공업지대와 몇 개의 대형 쇼핑몰이 있다. 대부분의 공공 주택단지는 사이완호부터 차이완까지 위치하는 반면에 대형 민간 주택단지는 타이쿠싱, 콘힐에 위치한다. 상업 중심은 예전에 공업 지역이었던 쿼리베이 서부에 개발되었다. 호텔과 상업용 건물 또한 해안을 따라 포트리스힐 주변에 개발되었다.
과거에 이 구는 잉황도(King's Road)로만 연결되어 있어 러시아워 때 혼잡으로 악명 높았으나, 1980년대에 둥구 주랑(Island Eastern Corridor)과 홍콩 MTR 홍콩섬 선(Island Line)의 건설로 해결되었다.

## 같이 보기
- 홍콩의 지역 목록